# Битка код Јиланда
Битка код Јиланда (енгл. The Battle of Jutland) назива се још и битком пред Скагераком (дан. Søslaget ved Jylland / Søslaget om Skagerrak), највећа је поморска битка у Првом светском рату. Одигравала се од 31. маја до 1. јуна 1916. године, у Северном мору близу територије Данске, између британске Велике флоте стациониране у Уједињеном Краљевству под командом адмирала флоте Џона Р. Џеликоа и немачке Флоте високог мора, под командом вицеадмирала Рајнхарда Шера.

## Ситуација пре битке
Током прве две године Првог светског рата никако се није могла остварити основна оперативна замисао немачког Адмиралитета да подморницама, минама и изненадним акцијама своје флоте против слабијих формација британске флоте изједначи или чак преокрене однос снага у своју корист и тиме оспори британску превласт у Северном мору.
Почетком маја 1916. године, под притиском САД, Немци су привремено били прекинули неограничени подморнички рат, а дозволили више иницијативе флоти која је остала главно офанзивно средство на мору. Пошто је 24. априла 1916. године успело бомбардовање Лоустофта и Јармута на источној обали Велике Британије, Немци су у духу своје основне оперативне замисли планирали нова дејства флоте уз заседе подморница пред британским флотним упориштима. Вицеадмирал Шер се одлучио за покрет флотом из Хелголандског залива у правцу Скагерака, с могућношћу повлачења у Кил. Са ослонцем на главнину флоте која би остала ван британског видика, немачки бојни крсташи, под командом контраадмирала Франца фон Хипера би нападали трговачке и патролне бродове пред Скагераком и вршили препаде на британске градове дуж обале Сандерланда не би ли изазвали делове британске флоте, а пре свих бојне крсташе, да исплове из својих упоришта и да их у Северном мору униште помоћу комплетне немачке флоте и подморничких заседа.
С обзиром да је 1916. године немачка Флота високог мора имала само 18 бојних бродова наспрам 33 британска, а Немачка све више материјално заостајала како је рат одмицао, циљ немачког Адмиралитета је био да се по сваку цену избегне сукоб са читавом британском флотом због њене надмоћи, па је управо ради тога немачка главнина требало да остане ван видокруга британских јединица не би ли Британци стекли утисак ограничености акције немачких бојних крсташа и да би на тај начин у акцију послали само ескадру контраадмирала Дејвида Битија којој би онда комплетна немачка флота пресекла одступање. Тако би се тукла британска флота по деловима, при чему би прво био уништен њен, по Немце, најопаснији део.
Према причању самог вицеадмирала Шера, након рата, поморска стратегија Немачке у том тренутку била је: „наношење штете британској флоти агресивним препадима поморских снага које блокирају Хелголандкси залив, као и полагањем мина дуж британске обале и нападима подморницама када год је то могуће. Када се као резултат ових операција постигне изједначеност снага, и све наше снаге буду у приправности и концентрисане, флота ће покушати да испровоцира битку под околностима које буду против непријатеља“.
- Адмирал британске флоте Џон Џелико
- Контраадмирал Девид Бити

Из прикупљених података и дешифрованог немачког радио-саобраћаја, (Британци су септембра 1914. године дошли у посед немачке књиге шифара са лаке крстарице „Магдебург“ која се насукала у руским територијалним водама 26. августа 1914. г.) као и неуобичајено великом броју подморница које су биле запажене у акцијама извиђања испред британских база, британски Адмиралитет је сазнао за немачке припреме. 28. маја Британци су ухватили и дешифровали немачко наређење свим бродовима да исплове 30. маја. И каснији, који нису били одмах дешифровани, указивали су да се спрема велика операција. Због тога је британски Адмиралитет наредио адмиралу флоте Џеликоу да исплови из Скапа Флоуа (енгл. Scapa Flow) са Великом флотом која се састојала од 24 бојна брода, типа „дреднот“ и три бојна крсташа пре но што контраадмирал фон Хипер напусти естуар Јаде 30. маја. 29. маја испловила је и ескадра контраадмирала Битија из Ферт ов Форта у чијем саставу су били шест бојних крсташа и четири „дреднотска“ бојна брода. Британски Адмиралитет је намеравао да 31. маја Велику флоту концентрише источно од Лонг Фортиса, око 145 km западно од Скагерака приближно у самој средини Северног мора, а на висини северног рта полуострва Јиланд.

## Поморске тактике 1916. г.
Према тактици, бродови флоте која се приближавала бици су се кретали у паралелним колонама један за другим, што је дозвољавало да се релативно лако маневрише. Неколико краћих колона су могле брже да промене правац и при том задрже формацију, него једна дуга колона. Такође, сигнале заставицама или сигналним светлима са брода-заставничара (који се углавном налазио на челу централне колоне) је могао да види већи број бродова. Код формације у виду једне колоне било је потребно 10 мин и више да би сигнал стигао од водећег до брода на зачељу, пошто је дим из димњака често онемогућавао разазнавање сигнала бродовима који се налазе одмах иза или испред, тако да је сваки брод морао да понови сигнал оном иза да би га разумео. Ово је често одузимало и дупло више времена јер је било потребно да се многи сигнали потврде пре него што се проследе даље.
Пре битке флота би се спојила и јединствену колону тако што би се водећи бродови свих колона окренули за 90º удесно или улево, остали бродови би их пратили један за другим, тако да је крајња колона формирана под правим углом у односу на линију кретања. Да би се формирала колона у правом смеру флота је морала да зна из ког правца долази непријатељ још и пре него што га бродови угледају, јер је за овај маневар било потребно више времена него када две флоте јуре једна другој у сусрет пуном брзином док не уђу у домет. Задатак извиђачких снага, састављених од бојних крсташа и крстарица, је био да пронађу непријатеља и на време обавесте одакле долази, и ако је могуће да онемогуће непријатељске извиђаче да учине то исто.
Идеално, формација бојних бродова би се укрстила са непријатељском тако да би био употребљен максималан број топова, док би непријатељ могао да отвори ватру само из предњих кула водећих бродова. Извођење овог класичног маневра Т-укрштања је најчешће зависило од среће. Много чешће се дешавало да се флоте упусте у борбу док су на донекле паралелним курсевима.

## Однос снага и обострани планови
Британци су имали материјалну надмоћ; у тешким бродовима (изузимајући старије, мање вредне) однос је био 37:21, а у лаким снагама 105:72; однос у наоружању: 344 британска тешка топа калибра од 305 до 381 mm, према 244 немачка, калибра од 280 до 305 mm. Брзина британске главнине била је 2 до 3 чвора већа од немачке коју су успоравали „преддреднотски“ бојни бродови.
Неки од немачких бојних крсташа имали су топове калибра 280 mm, али су зато имали оклоп од 230 до 340 mm, док су британски бојни крсташи имали оклоп само од 200 до 225 mm.
Но, и поред тога британска предност, је била умањена многим техничким факторима: немачки бродови су имали бољи оклоп, отпорнији на британске запаљиве гранате; бољи унутрашњи распоред одељења јер су били пројектовани само за кратке пловидбе по Северном мору, а док су били усидрени њихове посаде су живеле у баракама на обали.
Немачке „панцирне“ (противоклопне) гранате су биле вишеструко ефективније од британских. На крају, оно што ће се током битке испоставити од животног значаја, британски бездимни барут – кордит лакше је разносио британске бродове но што је наносио штету немачким, а поред тога ни британске муниционе коморе нису биле довољно заштићене. Немачки „Цајс“ оптички-нишански уређаји били су квалитетнији, а са друге стране британски систем управљања ватром (скраћено СУВ) био је напреднији од немачког, што је показано бројем погодака граната великог калибра током битке.
Упркос том што су му чак 23 брода разних типова била на оправци, британски Адмиралитет је одлучио да исплови, како би онемогућио немачку акцију. Британска флота је и у крњем стању била још увек надмоћнија од целокупних снага немачке флоте. У битку је ушла са:
|                                  | Извиђачке снаге | Главнина снага |  |
| Бојни бродови типа „дреднот"     | 4               | 24             |  |
| Бојни бродови типа „преддреднот“ | /               | /              |  |
| Бојни крсташи                    | 6               | 3              |  |
| Оклопни крсташи, старији         | /               | 8              |  |
| Лаке крстарице                   | 14              | 12             |  |
| Разарачи                         | 27              | 52             |  |
| Носачи хидроавиона               | 1               | /              |  |
| -------------------------------- | --------------- | -------------- |  |

Британска флота је испловила 30. маја око 22:00 часова ка истоку у цик-цак курсевима, брзином од 15 чворова. Главнину је сачињавало шест дивизија са по четири брода у паралелним колонама, са чеоним командним бродовима у средини. Адмирал флоте Џелико на бојном броду „Ајрон Дјук“ (енгл. HMS Iron Duke) био је на челу Треће дивизије. Маршевско обезбеђење главнине чинила је Трећа ескадра бојних крсташа у чијем саставу је била дивизија са три бојна крсташа контраадмирала Хореса Худа (енг. Horace Lambert Alexander Hood) - (1870—1916 г.), на чијем челу је био Худов бојни крсташ „Инвинсибл“ (енгл. HMS Invincible), и дивизија оклопних крсташа у претходници; дивизије су имале лаке снаге за осигурање. Јаке извиђачке снаге (енг. Scouting Force) под командом контраадмирала Битија, које су сачињавале крстарице с подршком од шест бојних крсташа и четири бојна брода адмирала сер Хју Евана-Томаса који је био на свом заставном бојном броду „Барам“ (енгл. HMS Barham).
Претходница немачких снага састављена од пет лаких крстарица, пет бојних крсташа и 29 разарача под командом контраадмирала Франца фон Хипера испловила је око 02:00 часова 31. маја 1916. године. Нешто пре 04:00 часова, из естуара Јаде, испловила је и комплетна Флота високог мора под командом вицеадмирала Рајнхарда Шера. Она се састојала од 16 савремених и шест застарелих бојних бродова, шест лаких крстарица и 32 разарача. Пловила је брзином од 16 чворова у поретку колоне - три ескадре по две дивизије бојних бродова, осигуране лаким снагама; заставни брод вицеадмирала Шера, бојни брод „Фридрих дер Гросе“ био је у колони, али ван састава дивизија, у средини маршевског поретка. Шер је маскирао свој покрет наредивши лучком стражарском броду у луци Вилхелмсхафен да одговара на сигнале намењене његовом командном броду, што је Британце навело на закључак да је немачка главнина и даље у луци.
Због те варке је обавештајна служба британског Адмиралитета адмиралу флоте Џеликоу нешто пре 07:00 часова 31. маја пренела информацију да главнина немачке флоте још увек није испловила.
После испловљавања из Хелголандског залива, контраадмирал фон Хипер је своју ескадру распоредио у колону пославши лаке крстарице напред у облику лепезе. Ескадра је возила према северу брзином од 16 чворова, док је око 100 km иза ње пловила читава главнина немачке Флоте високог мора.
Са немачке стране осигурање ове операције није било никакво и једино је било спроведено извиђање помоћу подморница послатих пред британске базе. Британску флоту која је испловила 30. маја ове подморнице због густог мрака не само да нису могле да нападну, него је уопште нису ни уочиле нити су јавиле да је испловила. Због тога вицеадмирал Шер није ни слутио да је британска Велика флота на мору.
Преглед немачких снага:
|                                  | Извиђачке снаге | Главнина снага |  |
| Бојни бродови типа „дреднот"     | /               | 16             |  |
| Бојни бродови типа „преддреднот“ | /               | 6              |  |
| Бојни крсташи                    | 5               | /              |  |
| Оклопни крсташи, старији         | /               | /              |  |
| Лаке крстарице                   | 5               | 6              |  |
| Разарачи                         | 30              | 31             |  |
| Носачи хидроавиона               | /               | /              |  |
| -------------------------------- | --------------- | -------------- |  |

## Сукоб претходница

### Сукоб лаких снага
У 15:02 31. маја 1916. године часова по средњоевропском времену (Британци су имали један час мање по Гриничком времену, а Немци један час више по летњем времену) извиђачки бродови адмирала Битија су известили о појави немачких бродова на југоистоку: британске лаке снаге, испитујући неутрални дански пароброд који је пловио између две флоте, су угледале немачке извиђаче у истој мисији на хоризонту. У 15:15 часова лака крстарица „Галатеа“ (енгл. HMS Galatea), из састава Прве ескадре лаких крстарица, која се налазила у извиђачкој лепези око ескадре британских бојних крсташа опазила је лаке јединице извиђачке лепезе контраадмирала фон Хипера, а одмах иза њих, на хоризонту, и густе облаке дима. То је било на приближној позицији 57° северно и 6° источно, при средњој видљивости и мирном мору. У том тренутку контраадмирал Бити је, 15 минута касније него по плану, започео на предвиђеној позицији окрет на север, ка главнини британске флоте. „Галатеа“ је одмах, путем радија, обавестила контраадмирала Битија, који је у намери да пресече одступницу претпостављеној већој немачкој ескадри нагло окренуо ка југу и повећао брзину на 25 чворова. Ескадра, у том тренутку, најјачих британских бојних бродова под командом адмирала Евана-Томаса кретала се одмах иза бојних крсташа, али је нешто закаснила са својим маневром, што је још додатно, због брзе вожње бојних крсташа начинило размак од скоро двадесетак километара.
У 15:32 часа лака крстарица „Галатеа“ која је стално одржавала визуелни контакт са немачким снагама јавила је да је раније опажени дим потиче од немачких бојних крсташа који возе ка северу. Непосредно након тога били су размењени први плотуни извиђачких снага обе флоте. Прве хице у бици испалила је лака крстарица „Галатеа“ која је помешала два немачка разарача за крстарице и на њих отворила ватру. „Галатеи“ је жестоком ватром узвратила немачка лака крстарица „Елбинг “ из друге извиђачке групе контраадмирала Бедикера. Примивши извештаје о првим борбама и контраадмирал фон Хипер са пет и контраадмирал Бити са шест бојних крсташа окрећу ка месту окршаја да подрже крстарице.
Ускоро и контраадмирал Бити опажа снеге контраадмирала фон Хипера које су се кретале у правцу северозапада.
У 15:47 часова контраадмирал Бити упућује у извиђање један од осам хидроавиона са носача „Енџедеин“ (енгл. HMS Engadine); због ниских облака и квара мотора ова прва примена авијације у поморској бици није дала очекиване резултате. У 16:20 часова немачки и британски бојни крсташи изненада долазе у видик, док су главнине њихових снага биле удаљене око 130 km иза британских, а око 115 км иза немачких бојних крсташа.
Контраадмирал Бити тада окреће ка истоку да би Немцима пресекао одступницу ка њиховим базама, и да би их привукао пред топове своје главнине, рачунајући да је немачка главнина још увек у својим лукама. Око пет километара од снага контраадмирала Битија пловила је Пета ескадра бојних бродова под заповедништвом контраадмирала сер Еван-Томаса којој је Бити заставним сигналима јавио да га прати. Услед удаљености и лоше видљивости Пета ескадра није разазнала сигнале, а како се контраадмирал Бити није ни потрудио да комуницира светлосним сигналима или радијом, Пета ескадра је наставила по првобитном курсу још неко време.

### Сукоб бојних крсташа
Намера контраадмирала фон Хипера је била да Британце наведе на своју главнину, које је тада била око стотинак километара ка југу, па креће у повлачење преко десне стране; након 25 минута - у 16:45 часова - оба противника плове готово паралелним курсевима ка југоистоку приближавајући се ради отварања ватре. Пошто су били у домету преко десет минута, на приближно 14 – 15.000 метара удаљености у 16:48 часова контраадмирал фон Хипер први отвара ватру из топова калибра 305 mm, испаљујући, као на маневрима, по три прецизна плотуна у минути. Адмирал британске флоте Џон Џелико, који је у том тренутку био удаљен такође око стотинак километара према северозападу, повећава брзину главнине својих снага и узима курс ка бојишту.
Због слабије видљивости и тежих услова мерења даљине према североистоку, контраадмирал Бити није могао лако да искористи већи домет својих топова калибра 343 mm, али је одмах одговорио, концентрично гађајући немачки командни брод, бојни крсташ „Лицов“ са своја два чеона брода.
Контраадмирал Бити убрзо наређује својим бродовима да се поставе у линију, тако да сваки британски брод буде наспрам једног немачког, а његов заставни брод, бојни крсташ „Лав“ (енгл. HMS Lion) је наспрам немачког заставног брода „Лицов“. Но, и пред тога, услед грешке дела британског бродовља, немачки бојни крсташ „Дерфлингер“ је остао непокривен и могао је потпуно неометан да пуца, док је бојни крсташ „Молтке“ био гађан од стране два британска бојна крсташа.
Одмах по отпочињању битке дошла је до изражаја изванредна тачност гађања немачких бродова. Пет бојних крсташа контраадмирала фон Хипера је забележило поготке на три од шест британских бојних крсташа. Свега минут по отпочињању битке већ је био први пут погођен заставни брод контраадмирала Битија, бојни крсташ „Лајон“, а кроз три минута није било ни једног британског брода који није био погођен, да би током четвртог минута „Лајон“ добио и други погодак. За длаку је избегао катастрофу када му је салвом од 305 mm била уништена „Q“ топовска кула. Десетине чланова посаде је погинуло на лицу места а катастрофу је спречио смртно рањени командант те куле, мајор Франсис Харви (енгл. Francis John William Harvey) наредивши да се затворе врата муниционих комора и да се комора кордита поплави. Због тога је био постхумно одликован Викторијиним крстом.

#### Потапање бојних крсташа Неуморни и Квин Мери
Требало је да прође безмало десет минута пре но што су британски бојни крсташи постигли прве поготке. У 17:05 часова, свега 17 минута по отпочињању битке, британски бојни крсташ „Неуморни“ (енгл. HMS Indefatigable), бива погођен салвом од три гранате калибра 280 mm које изазивају штету довољну да га избаце из поретка. Још једна управна салва истог калибра пробија оклоп једне од његових крмених топовских кула са топовима калибра 305 mm и изазива експлозије крмених складишта муниције. Долази до страховите експлозије и овај бојни крсташ се преврће, распада услед додатних експлозија и скоро моментално тоне. Од 1.019 чланова посаде преживела су свега тројица.
Овај заиста сјајан резултат постигао је немачки бојни крсташ „Фон дер Тан“, који је са 52 хица из топова калибра 280 mm на растојању од 12.000 до 16.000 метара – при скоро максималном домету –постигао пет пуних погодака, што је изванредан резултат од скоро 10% погодака. Услед овако тешког губитка и изједначавања снага у корист Немаца, контраадмирал Бити повећава раздаљину на 17.000 метара и напросто почиње да отеже битку не би ли што лакше дочекао долазак четири бојна брода адмирала сер Евана-Томаса.
После 17:00 часова најзад на поприште пристиже и ескадра адмирала сер Евана-Томаса са 4 заостала бојна брода. То су били британски најмодернији тзв. „супер-дреднотски“ (енгл. super-dreadnought) бојни бродови, класе „Краљица Елизабета“ (енг. Queen Elizabeth-class battleships), тежине 30.000 тона, наоружани са 8 топова калибра 381 mm и брзином од 25 чворова. Они су отворили ватру са 17.500 метара. Тада се контраадмирал Бити придружио нападу на немачке бојне крсташе. Од пет немачких бродова четири добијају поготке, на које фон Хипер није могао да ефективно одговори. Немачке бојне крсташе је њихова боља конструкција и отпорност, уз слабије дејство британске муниције, спасила од уништења. Контраадмирал фон Хипер се нашао у неповољном положају, али је знао да се главнина снага под командом вицеадмирала Шера приближава великом брзином и да се његов мисија намамљивања ближи крају. Убрзо по поновном смањивању удаљености, у 17:26 часова, након два узастопна поготка салви са бојних крсташа „Дерфлингер“ и „Зајдлиц“, бива уништен и други британски бојни крсташ „Квин Мери“ (енгл. HMS Queen Mery). Од 1.275 чланова посаде преживела су деветорица. То је била друга жртва слабијег оклопа, слабе изолованости комора за муницију, одличног квалитета немачке муниције и тачнијег гађања.
Убрзо након потонућа бојног крсташа „Квин Мери“, једна салва са немачке стране је или погодила бојни крсташ „Принцес Ројал“ (енгл. HMS „Princess Royal“) или је пала у његовој непосредној близини - не наневши му неку већу штету – што је било довољно да брод нестане под облацима капљица воде проузрокованим експлозијом и диму. Сигналиста бојног крсташа „Лав“ је видевши то известио командни мост: „Господине, Принцес Ројал је експлодирао“. Контраадмирал Бити се тада окренуо заповеднику „Лава“ и рекао му: „Четфилде, чини се да данас нешто није у реду са нашим проклетим бродовима. Окрените их два степена налево“ тј. два степена ближе Немцима.

### Долазак британских лаких снага
У 17:30 часова британска 13. флотила која је у свом саставу имала 10 разарача и једну лаку крстарицу, којој је због велике брзине бојних крсташа требало око 30 минута да доспе на полазни положај, изводи торпедни напад који је наредио контраадмирал Бити. Да би избегао двадесетак торпеда лансираних са 3.000 – 6.000 метара, контраадмирал фон Хипер окреће се за скоро 90° и у контранапад упућује 15 својих разарача. Британци успевају да погоде немачки бојни крсташ „Зајдлиц“ – који остаје у поретку – и један разарач који је убрзо потонуо, док су немачка торпеда промашила. Торпедни напади су били донекле поремећени кратком артиљеријском борбом разарача у којој су обе стране изгубиле по два брода. Британски разарач „Нестор“ (енгл. HMS „Nestor“), под командом капетана Бингама (енгл. Bingham) потопио је два немачка разарача – „V-27“ и „V-29“, пре но што су он и још један разарач „Номад“ (енгл. HMS „Nomad“) услед добијених погодака били онеспособљени да маневришу. Касније су били потопљени од бојних бродова вицеадмирала Шера на чијем су се правцу наступања нашли. Обострани окрети ради избегавања торпеда довели су до повећања раздаљине и прекида артиљеријског додира у критичној ситуацији за Немце. Након овога ситуација се из основа променила.

### Долазак немачких бојних бродова
Истовремено, око 17:30 часова британска лака крстарица „Саутхемптон“ (енгл. HMS Southampton) из Друге ескадре лаких крстарица контраадмирала Битија под командом комодора Вилијема Гудинафа (енг. William Goodenough) је уочила главнину Шерове Флоте Високог Мора и успешно избегавајући бројне немачке пројектиле великог калибра успела да поднесе детаљан извештај о немачким снагама – 16 бојних бродова типа „дреднот“ и шест „преддреднотских“ бојних бродова. У 17:40 часова контраадмирал Бити остварује визуелни контакт са главнином немачких снага о којој је само два минута раније примио радио-извештај од своје претходнице. Контраадмирал фон Хипер се ставља на чело главнине бојних крсташа и узима курс север-северозапад, а контраадмирал Бити у 17:43 часова креће ка северозападу, у покушају да навуче немачку главнину на своју, желећи да маневром и ватром задржи фон Хиперове бојне крсташе, како не би прерано открили присуство главнине британских снага. Због поновног неадекватног сигнализирања контраадмирала Битија контраадмирал сер Еван-Томас наставља да иде напред са своја четири бојна брода – право на главнину снага немачке флоте Високог мора – и заостаје четири до десет километара јужно од контраадмирала Битија. У 17:57 часова доспева под ватру чела главнине немачких снага која прелази у гоњење. Додатну потешкоћу им је створио и сам сер Еван-Томас који је издао наређење за „окрет у низу“ уместо „окрет заједно“. Ово доводи до тога да се сва четири бојна брода окрећу један за другим на веома уском делу пучине, током чега су немачке снаге имале довољно времена да их нишане. Видљивост према Немцима ка југоистоку је слабила, док су Британци били веома лепо уочљиви за немачке нишанске справе. Неко време су морали сами да се бране од немачких бојних крсташа фон Хипера и бојних бродова вицеадмирала Шера. Срећом по Британце, бојни бродови су били далеко боље опремљени за тако нешто од бојних крсташа, те ниједан није био изгубљен. Бојни брод „Малаја“ (енгл. HMS Malaya) трпи велика оштећења током овога, углавном услед закаснелог окретања. Сер Еван-Томас постиже 12 а прима 17 погодака, али без тежих последица, сем што му бива оштећена радио-веза као и Битију и фон Хиперу.
Иза контраадмирала сер Евана-Томаса, на 16.000 метара од немачких снага и под њиховом ватром, у цик-цак курсу плове четири британске крстарице раније претходнице, одржавајући визуелни додир са немачким главнином.
Обавештен о сусрету са британским бојним крсташима, вицеадмирал Шер је отпочео са маневром у настојању да их нападне са стране супротне контраадмиралу фон Хиперу, али је убрзо одустао од тога и запловио брзином од 16 чворова њему у сусрет, чим је сазнао за бојне бродове адмирала сер Евана-Томаса.
Нешто пре 18:00 часова на бојиште стиже и главнина немачке флоте возећи ка северу. Вицеадмирал Шер наређује отварање ватре на ескадру бојних бродова сер Евана-Томаса. Ова борба је била краткотрајна, јер већ после седам минута контраадмирал сер Еван-Томас брзо окреће и хита за ескадром британских бојних крсташа. На то га је присилило одлично гађање немачке флоте, која је као на вежби у правилним размацима испаљивала по 6 плотуна у минуту. На заставним бродовима контраадмирала сер Евана-Томаса и контраадмирала Битија, као и контраадмирала фон Хипера, биле су уништене радио-станице, што је у великој мери отежавало руковођење битком. После повлачења ескадре контраадмирал сер Евана-Томаса настао је прекид борбе и затишје које је трајало око 30 минута.
У међувремену је, адмирал британске флоте Џелико, примивши извештај од контраадмирала Битија о борби са немачким бојним крсташима, променио курс на југ – југоисток, ка контраадмиралу Битију, повећао брзину на 20 чворова и у 17:25 часова наредио команданту Треће ескадре бојних крсташа, контраадмиралу Худу, да крене брзином од 25 чворова ка југу као појачање контраадмиралу Битију. Прву ескадру бојних крсташа, који су представљали маршевско обезбеђење главнине британских снага, под командом контраадмирала сер Роберта Арбатнота (енгл. Sir Robert Arbuthnot) је наредио да патролира као претходница главнини британских снага због евентуалног развијања колона бојних бродова.
За немачку главнину адмирал Џелико је сазнао у 17:38 часова од крстарица Битијеве претходнице. Његова замисао је била да колоном свих својих снага пресече курс немачке главнине обухватом њеног чела тзв. „укрштањем на Т“ (енгл. Crossing the T) и натера је на промену курса ка отвореном мору; да у наступајућој ноћи избегава борбу са главнином, али да заузме положај између противника и његових база, и ујутру да га дотуче.
За развој главнине и маневар обухвата чела адмиралу Џеликоу је је било неопходно да зна тачну позицију немачке флоте, а због оштећења средстава везе, отежане навигације и маневрисања извиђачких снага под артиљеријском ватром, позиције су достављане ретко и углавном нетачно. Око 18:30 часова оклопни крсташ „Блек Принс“ (енгл. HMS „Black Prince“) из ескадре контраадмирала Арбатнота, крећући се југоисточно приметио је претходницу контраадмирала Битија, Трећу ескадру лаких крстарица и тако успоставио први визуелни контакт са делом Велике флоте с којим је требало да се сједини.
У 18:32 часова пловећи испред контраадмирала сер Евана-Томаса, делом ван домета Немаца, контраадмирал Бити долази у видик снага обезбеђења своје главнине и да би јој омогућио несметан развој за борбу, маневром и артиљеријском ватром настоји да контраадмирала фон Хипера скрене још више ка истоку.
Истовремено сигнална крстарица „Честер“ (енгл. HMS „Chester“), убрзавајући иза Худових бојних крсташа, бива пресретнута од претходнице немачких извиђачких снага под командом контраадмирала Бодикера. Далеко бројније Бодикерове четири лаке крстарице се отвориле ватру на „Честер“ пре но што су јој у помоћ притекле Худове тешке јединице које су се због тога окренуле и вратиле са запада.
Контраадмирал фон Хипер је тада према западу имао снаге контраадмирала сер Евана-Томаса, а са југоистока му се приближавао контраадмирал Худ, који је због погрешно јављене позиције скренуо за скоро 20 km - безмало мимоишавши бојиште са источне стране - и у 18:45 часова се изненада нашао пред фон Хиперовом ескадром.
Ескадра контраадмирала Худа се састојала од три бојна крсташа нешто старије класе Инвинсибл (енгл. Invincible-class battlecruiser) из 1908. године, тежине 17.000 тона, брзине од 25 до 27 чворова, који су имали оклоп од само 175 mm, а главно наоружање им се састојало од 8 топова калибра 305 mm.
Контраадмирал фон Хипер се тада нашао у веома неугодној ситуацији. Са једне стране налазила му се снажна ескадра контраадмирала сер Евана-Томаса, са друге стране, са чела ескадра контраадмирала Битија, која га је због веће брзине била престигла, а кад је почео да се повлачи кроз једини слободан простор изненада се појавила поменута ескадра контраадмирала Худа, која је одмах отворила ватру. Пловећи ка северозападу ескадра - највероватније бојни крсташ „Инвинсибл“ – заставни брод контраадмирала Худа је око 18:55 часова тешко оштетио немачку лаку крстарицу „Визбаден“, из фон Хиперове пратње, директно је погодивши у машински простор и онеспособивши јој моторе. Она је у таквом стању остала беспомоћна непомично да плута на површини. Остали Бодикерови бродови, у погрешном уверењу да контраадмирал Худ предводи много јаче снаге са севера и истока, почињу да се повлаче према Хиперу и Шеру.
Обухваћен са три стране, контраадмирал фон Хипер је морао да окрене удесно и да се спашава ка југу - према главнини немачких снага, док је ради заштите послао у јуриш све своје лаке снаге и обавио се вештачком маглом. Немачки разарачи су око 19:00 часова са око 7.000 метара лансирали торпеда на ескадру контраадмирала Худа.

## Сукоб флота
Пловећи у маршевском поретку са општим курсем ка југоистоку, адмирал Џелико је нестрпљиво очекивао тачне податке о немачкој главнини снага, за коју је рачунао да ће уочити око 19:20 часова, али визуелним контактом са својим бојним крсташима је у 18:42 часа утврдио да су њихове - а самим тим и немачке - позиције скоро 25 km западније (тј. ближе) од рачунатих. Када му је коначно у 19:14 часова била јављена тачна позиција немачке главнине, у намери да развије своје снаге за борбу још ван домета немачке артиљерије, адмирал Џелико одлучује да се престроји из 6 колона у тзв. „формацију бразде“, тј. у једну колону под својом непосредном командом за шта му је требало око 30 минута, а затим да у курсу исток-југоисток обухвати чело немачке колоне. Маневар је отпочео у 19:15 часова.

### Потапање оклопних крсташа Дифенс и Вориор
У то време су ескадре контраадмирала Битија и Худа, много димећи због веома повећане брзине, у пролазу донекле заклањали маневар главнине и према плану заузимали места на челу британске колоне. Адмирал сер Еван-Томас је остао на зачељу, а његовом бојном броду „Ворспајт“ (енгл. HMS Warspite) се у почетку контакта двеју флота покварило кормило и он је почео да се окреће у месту. То је брзо приметила немачка флота, па је одмах сва ватра била усмерена на њега и у року од десет минута он је добио чак 13 погодака те је тешко оштећен морао да напусти бојиште и запути се ка луци по наређењу адмирала сер Евана-Томаса. Такође, тешко су били погођени и оклопни крсташи из састава маршевског обезбеђења главнине британских снага: „Дифенс“ (енг. HMS „Defence“), који је био директно погођен салвом немачких бојних крсташа у бочна складишта муниције средњег калибра да би непосредно потом био погођен и у предња складишта што је изазвало спектакуларну експлозију која је разнела брод и он је потонуо са свих 903 чланова посаде, и „Вориор“ (енгл. HMS Warrior) који је добио тежак погодак у машинко одељење, што је изазвало престанак рада мотора и велики продор воде. 743 преживела члана посаде је након битке спасио носач хидроавиона „Енџедин“, након напуштања његове олупине 1. јуна у 08:25 часова, кад му је горња палуба била само још 1,2 метара изнад морске површине.
Због самоиницијативног напада на онеспособљену немачку лаку крстарицу „Визбаден“, они се нису благовремено повукли иза борбеног поретка британске главнине.
Формирајући колону, адмирал Џелико је је започео борбу делом снага у курсу исток-југоисток. Услед облачности, магле и дима - чак око 250 бродова најразличитијих категорија је маневрисало по бојишту - у видику су редовно била само 2-3 немачка брода. Снаге контраадмирала фон Хипера, које су биле на челу немачке главнине поново пловећи ка североистоку наишле су на чело британске колоне.

### Потапање бојног крсташа Инвинсибл
Након што је потопио оклопни крсташ „Дифенс“, контраадмирал фон Хипер се нашао у домету топова 3. ескадре бојних крсташа под командом контраадмирала Худа. У жестокој артиљеријској борби командни брод контраадмирал Худа, бојни крсташ „Инвинсибл“ је успео да са два поготка на самој воденој линији практично потпуно онеспособи заставни брод контраадмирала фон Хипера, бојни крсташ „Лицов“, али се око 19:30 часова изненада сам појавио као веома јасна мета испред бојних крсташа „Лицова“ и „Дерфлингера“ на 9.000 метара. „Инвинсибл“ је највероватније био погођен плотуном граната 305 mm са бојног крсташа „Лицов“, у крмену кулу што је довело до експлозије складишта муниције у 19:31 час. Услед експлозије, „Инвинсибл“ се преполовио повукавши на дно 1.026 од 1.032 члана посаде укључујући и контраадмирала Худа.

### Повлачење немачке главнине
Немачки бојни крсташи се налазе у тешкој ситуацији, оштећени од ватре са мале даљине - 8.000 до 11.000 метара - окрећу поново десно ка југоистоку; нарочито је је тешко био оштећен заставни брод контраадмирала фон Хипера, бојни крсташ „Лицов“, са кога се фон Хипер морао искрцати. Вицеадмирал Шер је пловио за својим бојним крсташима према североистоку у потпуно нејасној ситуацији, али све чешћи блијесци многобројних топовских хитаца на северном и источном хоризонту и оштећења која су претрпели „дреднотски“ бојни бродови класе „Кениг“.
Наиме, заставни брод адмирала Џеликоа, бојни брод „Ајрон Дјук“ (енгл. HMS Iron Duke) “) је постигао неколико узастопних погодака на бојном броду „Кениг“. Бојни брод „Маркграф“ бива погођен са пет граната; погинуло 11 од 1.136 чланова посаде док је бојни брод „Гросер Курфирст“ био погођен осам пута, од чега су пет погодака била од граната тешког калибра; погинуло 15 док је 10 од 1.136 чланова посаде било рањено, приморали су га да скрене удесно. Оваква ситуација, уз изјаве заробљеника, доводи вицеадмирала Шера до закључка да се на бојишту налазе јаче снаге британске флоте због чега је у 19:33 часова наредио повлачење ка југозападу раније увежбаним и у потпуном реду вешто изведеним маневром једновременог окрета. Под заштитом густог облака димне завесе, који су пустили разарачи одређени за покривање одступања, немачка флота се брзо удаљила изгубивши се из вида адмиралу Џеликоу.
Ни адмирал флоте Џелико није имао јасну представу о ситуацији на попришту. Бродови су гађали повремено како се који немачки брод видео; коректура гађања је била веома отежана, па адмирал Џелико није у довољној мери могао да искористи повољан тактички положај. Једновремени окрет немачке флоте није ни предвиђао, а ни приметио, нити му је био благовремено јављен, па је после прекида паљбе продужио у истом курсу. Затим је најпре наредио благо приближавање Немцима, а од 19:50 часова окрет по дивизијама према југу. Вицеадмирал Шер се тада, са неослабљеном главнином, налазио већ скоро 25 km југозападно, а пошто је схватио да га читавих двадесет минута нико не гони, у 19:55 часова поново је окренуо десно ка Џеликоу, са већ оштећеним бојним крсташима на челу и без сигурног извиђања. Највероватније је сматрао да је противник преслаб и да се на бојишту налазе само делови британске флоте што је управо и био циљ ове немачке операције. Овакав Шеров ризичан маневар се често образлаже његовом изјавом да је хтео да изненади и одбаци противника у припремама за ноћну борбу и да ојача морал својих посада спасавањем посаде тонуће лаке крстарице „Визбаден“.

### Судар британске и немачке главнине
Када је у 20:04 часова адмирал Џелико био обавештен да се Шер окренуо и поново плови ка њему, наредио је окрет за још 30° ка Немцима. Након само десетак минута пловидбе ка северу немачка ескадра се судара са читавом британском ескадром која је обухвата са три стране. Положај вицеадмирала Шера је сада утолико гори, тиме што му је једно британско крило одсекло одступницу ка Хелголандском заливу. По други пут се чело немачке колоне нашло обухваћено. Британци га око шест минута туку снажном унакрсном ватром са 7.000 до 13.000 метара. Сунце се налазило ниско на западу, пред самим заласком, и немачки бродови су се веома јасно оцртавали на светлом хоризонту, те је британско гађање овог пута било веома тачно. Под оваквим притиском, у 20:15 часова, немачко чело са бојним крсташима се повија ка југоистоку. Положај је био веома критичан и сваки минут је доносио Немцима нове, тешке ударце. Вицеадмирал Шер нема избора и закључује да ће, ако жели да сачува главнину флоте морати да жртвује бојне крсташе извиђачких снага. Упркос великој измучености и тешким оштећењима од сталне борбе са надмоћним противником четири немачка бојна крсташа су одмах кренули ка Британцима, праћени дивљењем свих немачких посада. Истовремено је вицеадмирал Шер послао у торпедни јуриш уз полагање димне завесе и свих 17 разарача. У 20:18 часова вицеадмирал Шер поново наређује истовремени окрет бродова за 180° и поново - сада и дефинитивно извлачи главнину снага под ударцима британске флоте.

### Немачки бојни крсташи и разарачи заклањају повлачење немачке флоте
Убрзо је вода око немачких бродова напросто кипела од многобројних британских граната, а погоци су падали и по бродовима. Упркос свему немачки бродови су ишли у напад, тачно одржавајући формацију и вршећи све устаљена маневре, као да су на најобичнијој вежби. Када су на 7.000 метара немачки разарачи лансирали 31 торпедо, адмирал Џелико је наредио окрет бојних бродова за 45° улево и тиме се удаљио 3.500 метара. Главнина бритнаских снага је остала недирнута. Када су после 20:24 часова британски бојни брод „Кинг Џорџ V“ (енгл. HMS „King George V“) и немачки бојни брод „Вестфален“ разменили неколико хитаца, нико није ни слутио да је то био први и једини сукоб немачких и британских бојних бродова типа „дреднот“, и да је тиме главни део битке код Јиланда практично био окончан.
Храбар подвиг немачких бојних крсташа је спасио немачку флоту. Током тог јуриша немачка морнарица је изгубила само два разарача, док упркос стравичној ватри скоро свих британских снага ниједан немачки бојни крсташ није био потопљен нити онеспособљен. Немачки бојни крсташи су добили 37 погодака док су истовремено постигли само два. „Дерфлигер“, који је добио чак 14 погодака, и „Фон дер Тан“, су услед тешких погодака имали и више експлозија. То заправо и није никакво чудо, већ само велики доказ сјајне конструкције и изванредне издржљивости немачких бродова, јер би се са правом могло очекивати да сви бродови тог самоубилачког јуриша буду уништени.
У 20:32 часа адмирал Џелико наређује окрет удесно и враћа се у скоро 32 km дугу формацију колоне с курсом ка југу, а у 20:42 часа окреће се ближе Немцима у југозападном курсу којим је, ван његовог видика пловио и вицеадмирал Шер. у 20:45 часова, око 30 минута пре потпуног заласка Сунца, удаљена тридесетак километара од Британаца, немачка ескадра се окреће ка југу. Контраадмирал Бити је и након торпедног напада покушавао да одржава додир, известио је британску главнину о позицијама вицеадмирала Шера; да би се приближио, адмирал Џелико је око 21:00 часова окренуо своју флоту по дивизијама ка југозападном курсу. Убрзо након тога снаге контраадмирала Битија поново успостављају борбени додир са немачким бојним крсташима, окрећу се ка њима, отварају ватру на њих и тешко погађају већ ионако оштећене немачке бојне крсташе, „Дрефлингер“ и „Зајдлиц“ који се повлаче ка западу под заштитом димне завесе и мрака. Убрзо потом то чине и „преддреднотски“ бојни бродови, са чела немачке главнине снага. Тиме бива и дефинитно прекинут борбени додир и завршена друга фаза битке.

### Прекид борбе
У одлукама адмирала Џеликоа да само уз велики опрез ступа у додир или прогони немачки флоту, одражава се и његово и службено британско схватање опасности од подморница и торпедних напада. Таква доктрина је напросто забрањивала ризик да током одступања немачких површинских снага, тзв. Велика флота, основна снага британске морнарице, чија је превласт на мору била пресудан фактор за британске ратне напоре, буде навучена на подморнице и претрпи бескорисне губитке зарад небитних успеха. Из истих разлога, због великог броја разарача и слабе видљивости, адмирал Џелико није ни тражио, ни прихватао ноћну борбу са својом главнином. Сматрајући да има потпуно повољан положај између немачке флоте и њених база, он је одлучио да поново нападне немачку флоту у свануће, око 04:00 часова, пред улазима у минска поља Хелголандског залива, па је око 22:00 часова променио курс ка правцу југ-југоисток. На другој страни, налазећи се у то време око 20 km западно од адмирала Џеликоа и 15-ак километара од контраадмирала Битија који је пловио југозападно од своје главнине снага, вицеадмирал Шер је одлучио да по сваку цену избегне нову дневну битку, да искористи предности које ноћ пружа слабијем, да се пробије кроз британски поредак и најкраћим могућим путем и највећом могућом брзином уплови код Хорнс Рева (нем.Horns Rev) у немачке воде, заштићене минама.
Од 22:17 часова адмирал Џелико је пловио брзином од 17 чворова у ноћном маршевском поретку: четири паралелне колоне бојних бродова на међусобном растојању од око 2 km, обезбеђене крстарицама спреда и са десног бока; у заштитници, око 10 km иза главнине, било је распоређено свих седам флотила разарача за заштиту од евентуалних ноћних напада немачких разарача, а и да би се избегли међусобни напади током ноћи. За разараче адмирал Џелико није предвидео никаква офанзивна дејства. Извиђачка група контраадмирала Битија пловила је око 25 km западно од британске главнине снага. Правилно проценивши да вицеадмирал Шер можда плови ка Хорнс Реву, адмирал Џелико је упутио брзи минополагач „Абдиел“ (енгл. HMS „Abdiel“) да минирањем запречи тај пролаз, али то је било без учинка.

## Ноћно извлачење немачке флоте
Немачка флота је пловила у несређеној колони, а оштећени бојни крсташи „Молтке“ и „Зајдлиц“ - са преко 5.000 тона воде у трупу, упутили су се директно ка својим лукама; веома тешко оштећени бојни крсташ „Лицов“ је напуштен и потопљен од стране сопствене посаде у 02:45 часова. Флотила од десет разарача се вратила у луке преко Скагерака.
Чело немачке флоте је око 00:45 часова пресекло курс британске флоте десетак до дванаест километара иза зачеља главнине снага. Срећа је и даље била на немачкој страни. Али је зато дошло до читавог низа појединачних борби лаких снага. Ове борбе, вођене између 23:15 и 03:00 часова, су се често водиле на веома малој удаљености која је због мрака и магле често била и испод 1.000 метара и махом су имале карактер препада. Услед недовољних инструкција, слабости извештаја и веза, због оштећења и немачког ометања радио-саобраћаја, а донекле и због непотпуних извештаја британског Адмиралитета о кретању немачке флоте, адмиралу Џеликоу ситуација није била сасвим јасна, те није предузео ефикасније мере да би спречио извршење замисли вицеадмирала Шера. Немцима је додатно ишло на руку што су успели да бар делимично открију британски идентификациони сигнал за ту ноћ.

### Борбе лаких снага

#### Потапање крстарице Фрауенлоб
У првим борбама британска лака крстарица „Саутхемптон“ (енгл. HMS „Southampton“)  из снаге пратње главнине снага је из непосредне близине торпедом потопила немачку лаку крстарицу „Фрауенлоб“ погодивши је у складиште муниције. Услед страховите експлозије, брод је у 23:23 часова пукао и веома брзо потонуо. Од 329 чланова посаде преживела су свега петорица. Међутим, због оштећених радио-уређаја о томе није био обавештен адмирал Џелико. Када је чело немачке главнине наишло на британске разараче, током маневрисања сударила су се три британска разарача од који је један потонуо.

#### Потапање оклопног крсташа Црни Принц
Око 03:00 часова Британци су изгубили и оклопни крсташ Црни Принц (енгл. HMS „Black Prince“) који је заостао и покушао да се прикључи немачкој флоти сматрајући је за своју. Схвативши његову забуну немачки бојни брод „Тиринген“ отвара ватри из непосредне близине на њега. Салва која се сручила на „Блек Принс“ пробила му је палубу и изазвала моменталну експлозију његових складишта муниције. То је довело до скоро тренутног потонућа овог британског оклопног крсташа са комплетном посадом од 857 људи, као и његов вођа ескадре, оклопни крсташ „Дифенс“, неколико часова раније.

#### Потапање бојног брода Померн
У 03:10 часова британска флотила разарача, која се у том тренутку налазила око 40 km од Хорнс Рева и око 50 km од главнине адмирала Џеликоа, извршила је торпедни напад на немачку главнину снага. Иако су изгубили четири разарача, Британци су успели да од испаљених 12 торпеда са два, испаљена са разарача „Фалкнор“ (енгл. HMS „Faulknor“), погоде старији, тзв. „преддреднотски“ немачки бојни брод „Померн“. Експлозије торпеда су изазвале ланчану експлозију једног од складишта муниције, услед чега се овај бојни брод скоро дословно распао и потонуо са целокупном посадом од 839 људи.

#### Потапање крстарица Рошток и Елбинг
Трећи торпедо који је нашао свој циљ погодио је лаку крстарицу „Рошток“, која је убрзо и потонула. Лака крстарица „Елбинг“ се током маневара ради избегавања торпеда сударила са „дерднотским“ бојним бродом „Позен“. Кроз велику рупу на трупу, испод водене линије примила је веома брзо огромну количину воде, услед чега је изгубила стабилност и почела да се нагиње. Упркос пожртвованим напорима посаде лака крстарица „Елбинг“ је морала бити напуштена у раним јутарњим часовима 1. јуна.

#### Потапање бојног крсташа Лицов
По наређењу команданта бојног крсташа „Лицов“, капетана фон Хардера, њега је у 01:45 часова торпедовао немачки разарач „G38“ након што је на своју палубу пребацио 1.150 преживела члана посаде.

### Британска флота прекида гоњење
Услед врло успешног немачко радио-ометања адмирал Џелико није примио два узастопна извештаја команданта флотила разарача о овим акцијама. Током ноћи адмирал Џелико је чуо и видео одбљеске паљбе на свом зачељу, али је располагао веома непоузданим подацима о Немцима и сматрао је да је то паљба од распршених немачких лаких снага. Рачунао је да вицеадмирал Шер плови ка југу како је - током једног немачког маневра - стварно видела и известила једна британска крстарица. Последњи борбени додир британске лаке крстарице су успоставиле око 04:30 часова са четири немачка разарача који су били у пратњи немачког бојног крсташа „Лицов“, али су они успели да побегну. Страхујући од наводно примећених подморница, током дана, а како су му се снаге из осигурања главнине превише распршиле, адмирал Џелико у 03:30 часова главнини снага наређује заокрет ка северу, не продужавајући првобитно одређен прогон ка Хорнс Реву. Вицеадмирал Шер је око 04:00 часова са главнином своје флоте упловио у обалске воде јужно од Хорнс Рева где је бојни брод „Остфризеланд“, који је током битке исталио једанаест граната калибра 305 mm и из битка изашао неоштећен, наишао не британску мину, која је убила једног а ранила десет чланова посаде.
Након што су се у 06:00 часова главнини британских снага прикључиле крстарице, а у 09:00 часова и разарачи адмирал Џелико је око 12:00 часова напустио бојиште и упутио се у своје базе.

## Закључак
Тако се завршила битка код Јиланда, највећа поморска битка у Првом светском рату и једна од највећих поморских битка уопште. У историји поморских ратовања то је била највећа и последња поморска битка двеју великих површинских флота, вођена на релативно узаном бојишту бродском артиљеријом као главним оружјем.
На обе стране учествовало је 250 бродова — 99 немачких и 151 британски — са укупном посадом од 15.000 људи. Безмало два пута слабија немачка флота успела је да потопи шест тешких и осам лаких британских бродова, укупне тонаже 115.025 тона, а да изгуби два тешка и девет лаких бродова укупне тонаже 611.800 тона. Веома је битно истаћи да је највећи део немачких губитака настао после битке. Британци су имали 6.094 погинулих, 510 рањених и 177 заробљених морнара а Немци 2,551 погинулих и 507 рањених морнара.
Битка је показала много боље гађање немачке артиљерије, јер су Немци од 3.507 испаљених тешких граната постигли 121 погодак — приближно 3,4%, док су Британци од 4.598 испаљених граната постигли свега 101 погодак, што износи 2,2%. Битка је доказала и много бољу конструкцију немачких бродова и организацију рада посаде на отклањању оштећења у борби, тиме што су немачки бојни крсташи издржали поготке британских тешких граната — „Дерфлингер“ 17, „Зајдлиц“ 21 као и једно торпедо — имао је 98 погинулих и 55 рањених чланова посаде — и нису напустили борбу, док су британски бивали потопљени већ након пет до шест немачких тешких граната.
У торпедним нападима површинских бродова Немци су имали 3% погодака од укупно 100 испаљених торпеда а Британци 9% — седам погодака од 75 лансираних торпеда. Иако подморнице нису учествовале у овој бици, могућност њихове употребе од стране Немаца је веома снажно утицала на одлуке и маневрисање адмирала Џеликоа.
Ове материјалне чињенице дале су повода Немцима да исход битке код Јиланда прогласе својом победом, али вицеадмирал Шер није успео да оствари своју основну замисао — да туче, порази и тиме ослаби британску тзв. Домовинску флоту по деловима, и постигне повољнији општи однос снага, а немачка тзв, Флота Високог мора након Јиланда више није успевала да битно утиче на ток ратних операција.
Упркос свега, тешко је аргументовано објаснити да британска флота, која је располагала са огромном надмоћи, није могла да извојује одлучну победу него је морала да се задовољи нерешеним резултатом. То се, пре свега мора приписати недостацима у градњи, припремама и организацији британске флоте и слабијем квалитету командног особља, у првом реду недовољној одлучности адмирала Џеликоа.
Ово је још један доказ да одлучна победа никада није и не може бити последица одвише опрезне тактике у борби.
Према поукама које су извукли након битке код Јиланда, Британци су одмах приступили преграђивању и ојачавању својих бродова, побољшању квалитета муниције и артиљерије, а посебно отклањању основног недостатка у тактици, недовољне офанзивности. Овом битком Британци су ипак успели да учврсте своју превласт у Северном мору.

## Губици

### Британска флота
Бојни крсташи - „Индефатигабл“, „Квин Мери“, „Инвинсибл“
Оклопни крсташи - „Блек Принс“, „Вориор“, „Дифенс“
Вођа флотиле разарача - „Типерери“ (енгл. HMS „Tipperary“)
Разарачи - Шарк (енг.HMS „Shark“), „Спероухок“

### Немачка флота
Бојни крсташ - „Лицов“
Тзв. „Преддреднотски“ бојни брод - „Померн“
Лаке крстарице - „Фрауенлоб“, „Елбинг“, „Рошток“, „Визбаден“
Разарачи (заправо тзв. „тешки торпедни чамци“) - V48, S35, V27, V4, V29